# Gyrophaena insolens
Gyrophaena insolens är en skalbaggsart som beskrevs av Thomas Casey 1906. Gyrophaena insolens ingår i släktet Gyrophaena och familjen kortvingar. Inga underarter finns listade i Catalogue of Life.